# Queen
 (транскр.  Квин) британски су рок састав основан у Лондону 1970. Њихова класична постава била је Фреди Меркјури (главни вокал, клавир), Брајан Меј (гитара, вокал), Роџер Тејлор (бубњеви, вокал) и Џон Дикон (бас). На њихова најранија дела утицали су прогресивни рок, хард рок и хеви метал, али се бенд постепено упуштао у конвенционалнија и радијски прилагођена дела укључивањем других стилова, попут арена рока и поп рока.
Пре него што су основали Квин, Меј и Тејлор су свирали заједно у бенду Smile. Меркјури је био љубитељ Smileа и охрабрио их је да експериментишу са сложенијим сценским наступима и техникама снимања. Придружио се 1970. и предложио име "Queen". Дикон је регрутован у фебруару 1971. године, пре него што је бенд објавио свој истоимени деби албум 1973. Квин је први пут ушао у УК са својим другим албумом, Queen II, 1974. Sheer Heart Attack касније те године и A Night at the Opera 1975. донели су и постигли међународни успех. У последњој је представљена "Bohemian Rhapsody", која је остала на првом месту у Великој Британији девет недеља и помогла популаризацији формата музичког спота.
На албуму News of the World из 1977. године налазе се песме "We Will Rock You" и "We Are the Champions", које су постале химне на спортским догађајима. До раних 1980-их, Квин су били један од највећих стадионских рок бендова на свету. "Another One Bites the Dust" са албума The Game (1980) постао је њихов најпродаванији сингл, док је њихов компилацијски албум из 1981. Greatest Hits најпродаванији албум у Великој Британији и девет пута је платиниран у САД. Њихов наступ на концерту Лајв ејду 1985. године према разним публикацијама сврстава се међу највеће у историји рока. У августу 1986. године Меркјури је последњи пут наступио са Квином у енглеском Небворту. Године 1991. умро је од упале плућа - компликације АИДС-а - и Дикон се пензионисао 1997. Од 2004. Меј и Тејлор су путовали под именом "Квин +" са вокалистима Полом Роџерсом и Адамом Ламбертом.
Квин су глобално присутни у популарној култури више од пет деценија. Процене њихове рекордне продаје крећу се од 170 до 300 милиона, што их чини једним од најпродаванијих музичких уметника на свету. Године 1990. Квин је добила Брит награду за изузетан допринос британској музици. Они су 2001. уведени у дворану славних рокенрола, а сваки члан који је компоновао хит синглове сва четири су 2003. уведена у дворану славних текстописаца. 2005. године добили су награду Ивор Новело за изузетну збирку песама од Британске Академије кантаутора, композитора и аутора, а 2018. им је уручена награда Греми за животно дело.

## Историја
Бенд је основан 1971. године (у пуном саставу).
Први албум не баш инвентивног назива Queen прошао је релативно лоше, без већег хита, и никако није најављивао једну од најблиставијих рок каријера. Већ са другим албумом ствари су постале много јасније, да би у годинама које следе Квин израстао у водећу рок атракцију у свету. Квин се сматра најуспешнијим британским бендом у последњих 30 година, до данас задржавши огроман број фанова широм света. Иако често оспоравани и ниподаштавани од стране критичара (које је Меркјури називао „исфрустрираним губитницима који никад нису ништа урадили у животу") група се сматра једним од пионира глем-рока (glam-rock), хард-рока и хеви-метала. У вишемесечној анкети Канала 4 и еминентног VH1 музичког канала из 1999. године, Квин је изабран за другу највећу групу свих времена, одмах иза Битлса. Постали су чланови Рокенрол Куће Славних (Rock and Roll Hall of Fame) 2001. године. Од 1973. до 2005. продали су између 250 и 300 милиона плоча.
Највећи успех им је била песма Боемска рапсодија (енгл. Bohemian Rhapsody) из 1975. године. Била је број један 9 недеља на британским топ-листама, а забележила је успех широм света. Такође је прва песма са правим видео-клипом, што ће се убрзо после тога показати као стандард за све веће групе. Интересантно је да Фреди Меркјури, који је написао ову песму, никада није желео да открије о чему песма заправо говори. Брајан Меј је више пута рекао да му уопште није јасно о чему се ради у песми, што важи и за остале чланове групе. Самим тим се отворило доста шпекулација међу критичарима и фановима, од тога да песма говори о малолетничкој делинквенцији, до тога да је просатанистичка и има разне скривене поруке.
Бенд је престао са интензивним радом након смрти фронтмена Фредија Меркурија 24. новембра 1991, иако се никад није званично распао. Дикон се званично повукао из музике убрзо потом. Меј и Тејлор и даље учествују на повременим наступима и хуманитарним концертима.
Године 2005, је почела турнеја у сарадњи са певачем Полом Роџерсом. У овом, измењеном саставу не учествује Џон Дикон, а званични назив групе на концертима је „Квин + Пол Роџерс“ (енгл. Queen+Paul Rodgers). На концертима изводе већином хитове групе Квин, уз неколико препознатљивих Роџерсових песама. Od 2012 Брајан и Роџер успешно сарађују са Америчким певачем Адамом Ламбертом, са којим су од 2014 до 2018 одржали више заједничких светских турнеја. За лето 2019 Квин + Адам Ламберт су заказали нову турнеју по Сједињеним Америчким државама и Канади.

## Лого
Лого групе Квин, или њихов грб је креација Фредија Меркјурија, настала пред излазак првог албума, мада се не налази на његовом омоту. Овај лого је одмах постао препознатљиви симбол свима који су за групу Квин знали, били обожаваоци или не. На логоу се налазе хороскопски знаци све четворице чланова: два лава за Лавове (Дикон и Тејлор), краба за Рака (Меј), и две виле за Девицу (Меркјури). Лавови се налазе са обе стране стилизованог латиничног слова "Q", краба је изнад тог слова, са пламеним језицима изнад, а виле седе испод сваког од лавова. Унутар слова "Q" је круна, а читав лого наткриљује огромни феникс. Меркјури је у каснијем периоду често говорио да је лого напросто део времена у ком је настао (односно 70-их), а осим на омотима албума, често је могао бити виђен на предњој страни бубњева Роџера Тејлора на концертима током 70-их. Грб, односно лого групе Квин је имао неколико дизајна са идентичним мотивима, али другачије стилизованих, једнобојних или у пуном колору.

## Наступи
Због односа Фредија Меркјурија према публици, наступи групе Квин су били распродати месецима раније. Квин се три пута појавио на листи најпосећенијих концерата на листи. Први пут 20. марта 1981. на стадиону Моромби, у Сао Паулу, кад је било више од 131.000 људи на концерту. Дан касније концерт је посетило 120.000 људи. Њихов задњи наступ уживо је био у Небворт парку. На концерт је дошло 125.000 људи. Њихове песме као "We Will Rock You", "Radio Ga Ga" и "We Are The Champions" написане су у стилу да би је могли изводити са публиком. У току каријере групе Квин наступили су на преко 700 концерата широм света. Један од њихових најважнијих наступа је био на Лајв ејду.

## Историја

### 1995—2003:Made in Heaven, концерт 46664
Последњи албум Квина са Меркјуријем, под називом Made in Heaven, објављен је 1995. године, четири године након његове смрти. На албуму се песме попут песама Too Much Love Will Kill You и Heaven for Everyone, направљене су од Меркјуријевих последњих снимака из 1991. године, материјала који је преостао из њихових претходних студијских албума и прерађеног материјала са соло албума Меја, Тејлора и Меркјурија. Албум садржи и песму Mother Love, последњи вокални снимак Меркјурија, који је завршио користећи бубањ машину, преко које су Меј, Тејлор и Дикон касније додали инструментал. Након завршетка претпоследњег стиха, Меркјури је рекао бенду да се „не осећа тако сјајно” и рекао, „завршићу га када се вратим, следећи пут”. Меркјури се никада није вратио у студио, остављајући Меја да сними последњи стих песме. Обе фазе снимања, пре и после смрти Меркјурија, завршене су у студију бенда у Монтреу, Швајцарска. Албум је достигао број један у Великој Британији након објављивања, што је њихов девети албум број један, и продат је у целом свету у преко 20 милиона примерака. Дана 25. новембра 1996. године у Монтреу је откривена статуа Меркјурија која гледа на Женевско језеро, скоро пет година од дана његове смрти.

Ви момци треба да изађете и наступате поново. Ово сада је као да имате Ферарија у гаражи који чека на возача.

—Елтон Џон, о томе да Квин нема певача од смрти Фредија Меркјурија.
Године 1997. Квин се вратио у студио како би снимио No-One but You (Only the Good Die Young), песму посвећену Меркјурију и свима онима који умиру прерано. Издата је као бонус песма на компилацијском албуму Queen Rocks касније те године. У јануару 1997. Квин је извео The Show Must Go On уживо са Елтоном Џоном у Бежар балету у Паризу, што је био последњи наступ и јавно појављивање Џона Дикона, који је одлучио да се повуче. Концерт у Паризу био је други пут да је Квин свирао уживо од смрти Меркјурија, што је навело Елтона Џона да их поново позове да наступају. Брајан Меј и Роџер Тејлор наступили су заједно на неколико церемонија доделе награда и добротворних концерата, са разним гостујућим певачима као главним вокалом. За то време, наступали су као Квин + праћени именом гостујућег певача. Године 1998. дуо се појавио на концерту Лучана Паваротија, када је Меј изводио Too Much Love Will Kill You са Паваротијем, а касније са Зукером Radio Ga Ga, We Will Rock You и We Are the Champions. Они су поново присуствовали и наступали на концерту Паваротија у Модени, Италија, у мају 2003. године. Неколико гостујућих певача снимило је нове верзије Квинових хитова под именом Квин +, као што је Роби Вилијамс, који даје вокал за песму We Are the Champions као саундтрек за филм A Knight's Tale (2001).
Године 1999. објављен је албум Greatest Hits III. Албум, између осталих, садржи сарадњу Квин + Вајклеф Жан на реп верзији песме Another One Bites the Dust. На албуму се налазе и уживо верзије песама Somebody to Love са Џорџом Мајклом и The Show Must Go On са Елтоном Џоном. До тада, Квинова огромна продаја албума ставила их је на друго место уметника у Великој Британији са најпродаванијим албумима свих времена, иза Битлса. Квин је 18. октобра 2002. године награђена 2.207. Звездом на Стази славних у Холивуду, за њихов рад у музичкој индустрији, која се налази на 6358 Холивуд булевару. Дана 29. новембра 2003. године, Меј и Тејлор су наступили на концерту 46664 који је водио Нелсон Мандела на стадиону Грин Поинт, Кејптаун, како би подигли свест о ширењу ХИВ / АИДС-а у Јужној Африци. Нова песма, Invincible Hope, са Манделиним говором и приписана Квин + Нелсону Мандели, изведена је током концерта, а касније објављена на ЕП-у 46664: One Year On. Током тог периода, Меј и Тејлор су боравили у Манделином дому, дискутујући о томе како би се могло приступити проблемима у Африци, а две године касније бенд је постао амбасадор за 46664.

### 2004—2009: Квин + Пол Роџерс
Крајем 2004. године, Меј и Тејлор су објавили да ће се поново окупити и вратити на турнеју 2005. године са Полом Роџерсом (оснивачем и бившим певачем група Free и Bad Company). Интернет страница Брајана Меја је такође навела да ће Роџерс бити представљен са Квином као Квин + Пол Роџерс, не замењујући Меркјурија. Дикон, који се повукао са музичке сцене, није учествовао у овом пројекту. У новембру 2004. године, Квин је била међу групама које су наступиле на UK Music Hall of Fame, а церемонија доделе награда је била први догађај на којем се Роџерс придружио Меју и Тејлору као вокал.
Између 2005. и 2006. године, Квин + Пол Роџерс су кренули на светску турнеју, што је била прва турнеја Квина од њихове последње турнеје са Фредијем Меркјуријем 1986. године. Тејлор је рекао: „Никада нисмо мислили да ћемо поново отпутовати, Пол је дошао случајно и чинило се да имамо хемију. Пол је баш одличан певач. Он не покушава да буде Фреди.” Прво су наступали по Европи, потом у Јапану, а након тога у Сједињеним Државама 2006. године. Квин је примила награду VH1 Rock Honors у Мандалеј Беј ивентс центру у Лас Вегасу, Невада, 25. маја 2006. године. Foo Fighters су одали почаст, изводећи песму Tie Your Mother Down како би отворили церемонију, а након тога су се на позорници придружили Меј, Тејлор и Роџерс, који су извели селекцију хитова Квина.
Дана 15. августа 2006. године, Меј је потврдио преко свог сајта и фан клуба да ће Квин + Пол Роџерс почети да снима свој први студијски албум почетком октобра, а који ће бити снимљен на „тајној локацији”. Квин + Пол Роџерс су наступили на 90. рођендану Нелсона Манделе одржаном у Хајд парку у Лондону 27. јуна 2008. године, у сећање на Манделин деведесети рођендан, и поново промовисали свест о ХИВ / АИДС пандемији. Први албум Квин + Пол Роџерс, под називом The Cosmos Rocks, објављен је у Европи 12. септембра 2008. и у Сједињеним Државама 28. октобра 2008. године. Након објављивања албума, бенд је поново отишао на турнеју по Европи, започињући исту на Тргу слободе у Харкову пред 350.000 украјинских фанова. Концерт у Харкову је касније објављен на ДВД-у. Турнеја се потом преселила у Русију, а бенд је имао два распродата концерта у Московској арени. Након што је завршио прву етапу своје опсежне европске турнеје, која је обухватала 15 распродатих концерата у девет земаља, британски део турнеје продат је у року од 90 минута од пуштања карата у продају и обухватала је три концерта у Лондону, од којих први био у О2 арени 13. октобра. Последњи део турнеје одржан је у Јужној Америци и обухватао је распродати концерт у Естадио Хосе Амалфитани, Буенос Ајрес.
Квин и Пол Роџерс су се званично растали без непријатељства 12. маја 2009. године. Роџерс је изјавио: „Мој договор са [Квином] био је сличан мом аранжману са Џимијем [Пејџом] у The Firm у смислу да никада није речено да ће то бити стални аранжман”. Роџерс није одбацио могућност поновног рада са Квином.

### 2009—2011: Прекид сарадње са EMI-јем, 40. година рада
Дана 20. маја 2009, Меј и Тејлор су извели We Are the Champions уживо у финалу сезоне American Idol-а са победником Крисом Аленом и другопласираним Адамом Ламбертом који је обезбедио вокални дует. Средином 2009. године, након што су се Queen + Paul Rodgers растали, Квин је на свом веб-сајту објавио нову компилацију највећих хитова под називом Absolute Greatest. Албум је објављен 16. новембра и достигао је број 3 на званичној британској листи. Албум садржи 20 највећих хитова Квина који обухватају целу њихову каријеру, а објављен је у четири различита формата: сингл диск, двоструки диск (с коментарима), двоструки диск са књигом и винил плоча. Пре објављивања, Квин је организовала онлајн такмичење како би фанови погодили списак песама, а све као промоцију за албум. Дана 30. октобра 2009. године, Меј је на свом сајту одговорио на писмо фанова у којем је навео да Квин нема намеру да има турнеје током 2010. године, али да постоји могућност наступа. Меј и Тејлор су 15. новембра 2009. године извели Bohemian Rhapsody уживо у британској ТВ емисији The X Factor заједно са финалистима.

Многи од вас ће прочитати делове на интернету о томе да Квин мења издавачку кућу и зато сам хтео да вам потврдим да је бенд потписао нови уговор са Universal Music ... желимо да се захвалимо EMI тиму за њихов напоран рад током свих ових година, за бројне успехе и успомене, и наравно, радујемо се наставку рада са EMI Music Publishing који се брине о нашим пословима писања песама. Следеће године ћемо почети да радимо са нашом новом издавачком кућом на прослави 40. годишњице Квина и најавићемо све детаље планова у наредна 3 месеца. Као што је Брајан већ рекао, наредни потези Квина ће укључивати студијски рад, компјутере и рад уживо.

—Џим Бич, менаџер Квина, о промени издавачке куће.
Меј и Тејлор су 7. маја 2010. објавили да су напустили своју издавачку кућу, EMI, након скоро 40 година. Дана 20. августа 2010. године, менаџер Квина, Џим Бич, објавио је њузлетер у којем се наводи да је бенд потписао нови уговор са Universal Music. Током интервјуа за HARDtalk на Би-Би-Сију 22. септембра, Меј је потврдио да су потписали нови уговор са Island Records, подружницом Universal Music Group. Међутим, Hollywood Records је остао као издавачка кућа групе у Сједињеним Државама и Канади. Сходно томе, по први пут од касних 1980-их, Квинова издања сада имају истог дистрибутера широм света, пошто Universal дистрибуира и за издавачку кућу Island и за Hollywood (неко време крајем 1980-их, Квин је сарађивала са Capitol Records који је био део EMI-ја за САД).
Дана 14. марта 2011, на 40. годишњицу бенда, Квинових првих пет албума су поново објављени у Великој Британији и неким другим територијама као ремастеризована делукс издања (америчке верзије су објављене 17. маја). Других пет албума Квина били су објављени широм света 27. јуна, са изузетком САД и Канаде (27. септембар). Послењих пет је објављено у Великој Британији 5. септембра.
У мају 2011, вокалиста Пери Фарел из Џејнс адикшона напоменуо је да Квин тренутно тражи свог некадашњег и садашњег лајв басисту Криса Чанија да се придружи бенду. Фаррел је изјавио: „Морам да задржим Криса од Квина, који га желе и они га неће добити осим ако ништа не радимо. Онда га могу имати.” Током истог месеца, Пол Роџерс је изјавио да ће можда ускоро поново ићи на турнеју са Квином. На додели награда Broadcast Music, Incorporated (BMI) одржаног у Лондону 4. октобра те године, Квин је добила награду BMI Icon Award у знак признања за њихов успех у Сједињеним Државама. На додели Европске МТВ музичке награде 2011. године, 6. новембра, Квин је примила награду Global Icon Award, коју је Кејти Пери уручила Брајану Меју. Квин је затворила церемонију доделе награда, са Адамом Ламбертом на вокалима, изводећи песме The Show Must Go On, We Will Rock You и We Are the Champions. Сарадња је добила позитиван одговор и од публике и од критичара, што је резултирало спекулацијама о будућим заједничким пројектима.

### 2011—данас: Квин + Адам Ламберт,Queen Forever
Дана 25. и 26. априла, Меј и Тејлор су се појавили у једанаестој сезони American Idol-а у Нокија театру у Лос Анђелесу, изводећи микс песама Квина са шест финалиста првог дана, а наредног дана су извели Somebody to Love са бендом Queen Extravaganza. Квин је требало да буде главна група на Sonisphere фестивалу у Небворту 7. јула 2012. године са Адамом Ламбертом, али је фестивал отказан. Последњи концерт Квина са Фредијем Меркјуријем био је у Небворту 1986. године. Брајан Меј је изјавио: „То је за нас велики изазов, и сигуран сам да би Адам оправдао Фредијево поверење.” Квин је изразила разочарење због отказивања и изјавила да су тражили друго место за наступ. Квин + Адам Ламберт су имали још два наступа у Хамерсмит Аполу, Лондон, 11. и 12. јула 2012. Оба концерта су распродата у року од 24 сата од пуштања карата у продају. Трећи датум у Лондону заказан је за 14. јул. Дана 30. јуна, Квин + Ламберт су наступили у Кијеву, Украјина, на заједничком концерту са Елтоном Џоном за Фондацију Елена Пинчук ANTIAIDS. Квин је такође наступао са Ламбертом 3. јула 2012. године на московском Олимпијском стадиону, и 7. јула 2012. на општинском стадиону у Вроцлаву, Пољска.
Квин је 12. августа 2012. године наступила на церемонији затварања Летњих олимпијских игара 2012. године у Лондону. Наступ на Олимпијском стадиону у Лондону отворен је посебним ремастеризованим видео клипом Меркјурија на позорници у којој је извео своју рутину позива и одговора током њиховог концерта 1986. године на стадиону Вембли. Након тога, Меј је извео део солоа песме Brighton Rock пре него што му се придружио Тејлор и соло уметница Џеси Џеј за извођење песме We Will Rock You.
Дана 20. септембра 2013. године, Квин + Адам Ламберт наступили су на музичком фестивалу iHeartRadio у МГМ Гранд хотелу & казину у Лас Вегасу. Квин + Адам Ламберт су обилазили Северну Америку у лето 2014. године и Аустралију и Нови Зеланд у августу и септембру исте године. У интервјуу за Ролинг стоун, Меј и Тејлор су рекли да иако је турнеја са Ламбертом краткотрајна ствар, они су отворени за то да он постане званични члан и да стварају нови материјал са њим.
У новембру 2014. године Квин је издао нови албум Queen Forever. Албум је у великој мери компилација раније објављеног материјала, али садржи три нове нумере са Меркјуријевим вокалима уз подршку преживелих чланова групе. Једна нова нумера, There Must Be More To Life Than This, представља дует Меркјурија и Мајкла Џексона. Квин + Адам Ламберт наступили су у Сентрал холу у Вестминстеру, у центру Лондона на Новогодишњем концерту испод Биг Бена на Новогодишњу ноћ 2014. и на Новогодишњи дан 2015. године.
У 2016. години група је кренула широм Европе и Азије на Квин + Адам Ламберт летњу фестивалску турнеју 2016. Ова турнеја укључивала је затварање фестивала Isle of Wight у Енглеској 12. јуна, где су извели Who Wants to Live Forever као почаст жртвама масовне пуцњаве у геј ноћном клубу у Орланду, Флорида, која се десила раније тог дана. Потом су 12. септембра по први пут наступили у Парку Хајаркон у Тел Авиву, Израел, пред 58.000 људи. Као део Квин + Адам Ламберт турнеје 2017–2018, група је обишла Северну Америку у лето 2017. године, обишла Европу крајем 2017, пре него што је наступала у Аустралији и Новом Зеланду у фебруару и марту 2018. године. Дана 24. фебруара 2019. године, Квин + Адам Ламберт отворили су 91. церемонију доделе награда у Долби театру у Холивуду, Лос Анђелес. У јулу 2019. године они ће кренути на северноамерички део турнеје The Rhapsody Tour, а карте су распродате већ у априлу. Група ће обићи Јапан и Јужну Кореју у јануару 2020. године, а месец дана након тога и Аустралију и Нови Зеланд.

## Музички стил и утицаји
Квин је уметнички утицај покупио од британских рок уметника из 1960-их и раних 1970-их, као што су Битлси, Kinks, Крим, Лед Цепелин, Пинк Флојд, Ху, Блек Сабат, Slade, Дип парпл, Дејвид Боуви, Genesis и Yes, а поред тога и амерички гитариста Џими Хендрикс утицао је на Меркјурија. Почетком 1970-их, музика Квина је окарактерисана као „сусрет Лед цепелина и Јеса” због њихове комбинације „екстремних акустичних/електричних гитара и епских песама инспирисаних фантазијом”. У својој књизи о есеншл хард року и хеви металу, Еди Транк је описао Квин као „хард рок бенд у основи, али са високим нивоом величанства и театралности који је донео нешто за свакога”, а приметио је да је бенд „звучао британски”.
Група Квин је компоновала музику која је инспирисана различитим музичким жанровима. Музички стилови и жанрови са којима су повезани су прогресивни рок (познат и као симфонијски рок), арт рок, глам рок, арена рок, хеви метал, поп рок, психоделични рок, барокни поп, и рокабили. Квин је такође писала песме које су инспирисане различитим музичким стиловима који се обично не повезују са рок групама, као што су опера, мјузикхол, народна музика, јеванђеље, регтајм, и денс / диско. Њихов сингл Another One Bites the Dust из 1980. године постао је велики хит сингл у фанк рок жанру. Неколико Квинових песама написано је тако да публика треба да учествује у извођењу истих, као што су We Will Rock You и We Are the Champions. Слично томе, Radio Ga Ga је постао фаворит током уживо извођења зато што би „гомиле људи пљескале као да су биле на митингу у Нирнбергу”.
Године 1963, тинејџер Брајан Меј и његов отац су направили своју гитару Red Special, која је са намером дизајнирана за фидбек. Меј је користио Vox AC30 појачала готово искључиво од упознавања свог дугогодишњег хероја Рорија Галагхера на концерту у Лондону током касних 1960-их / раних 1970-их. Експериментисање звуком је у Квиновим песмама јасно видљиво. Својствена карактеристика музике Квина су вокалне хармоније које се обично састоје од гласова Меја, Меркјурија и Тејлора који се најбоље чују на студијским албумима A Night at the Opera и A Day at the Races. Неке од основа за развој овог звука могу се приписати продуценту Роју Томасу Бејкеру и инжењеру Мајку Стоуну. Поред вокалних хармонија, Квин је био познат и по гласовима који су имитирали звук великог хора путем овердабова. На пример, према речима Брајана Меја, у песми Bohemian Rhapsody постоји преко 180 вокалних овердабова. Вокалне структуре бенда су често биле упоређиване са Бич бојсима.
У режији Бруса Гауерса, револуционарни промотивни видео за песму Bohemian Rhapsody показао је да бенд усваја „декадентни” глам сензибилитет. Реплицирање Мик Рокове фотографије бенда са насловне стране албума Queen II — која је и сама инспирисана фотографијом глумице Марлен Дитрих из Шангај експреса (1932) — видео се отвара са „Квином чији чланови стоје у формацији дијаманта, главе нагнуте као статуе са Ускршњег острва” у скоро потпуном мраку док певају акапела део. Дејвид Малет је режирао неколико њихових каснијих музичких спотова, од којих неки користе снимке из класичних филмова: Under Pressure укључује неме филмове из 1920-их, Оклопњача Потемкин Сергеја Ајзенштајна и Носферату Ф. В. Мурнауа; видео из 1984. за песму Radio Ga Ga укључује снимке из филма Метрополис (1927) Фрица Ланга, а видео из 1995. године за песму Heaven for Everyone приказује снимке Мелијесовог Путовања на Месец (1902) и Немогућег путовања (1904). Први део Малетовог музичког спота за I Want to Break Free исмевао је популарну британску серију Coronation Street. Музички спот за Innuendo комбинује стоп моушон анимацију са ротоскопингом и члановима бенда који се појављују као илустрације и слике преузете из ранијих музичких спотова Квина, на исти начин као у британском филму 1984.

## Наслеђе
Године 2002, Квинова песма Bohemian Rhapsody проглашена је за „омиљени хит свих времена” у анкети коју је спровео British Hit Singles & Albums. Године 2004, песма је уведена у Гремијеву дворану славних. Многи научници сматрају да је музички спот за песму Bohemian Rhapsody револуционаран, приписујући то популаризацији медијума. Рок историчар Пол Фолс изјавио је да је песма „широко призната као први глобални хит сингл за који је пратећи видео био кључан за маркетиншку стратегију”, а видео је поздрављен као покретач МТВ доба. У децембру 2018. године, Bohemian Rhapsody је постала најгледанија песма 20. века, и најпопуларнија класична рок песма свих времена. Број преузимања песме и оригиналног видеа премашио је 1,6 милијарди у глобалним услугама стриминга на захтев. Уважена због њиховог арена рок стила, анкета из 2005. године је оценила да је Квинов наступ на Лајв Ејду 1985. године био најбољи лајв наступ у историји. Године 2007, они су такође изабрани за највећи британски бенд у историји од стране слушалаца Би-Би-Си Радија 2.

Ако морате да се вратите назад и гледате један наступ, онда то мора бити Квин. То није био само тренутак који је дефинисао каријеру ... рокенрол је можда достигао врхунац тада. Фреди Меркјури на позорници у Лајв Ејду је врхунац рокенрола. За бенд за који су неки људи рекли да је исцрпљен, то је био најупечатљивији, запањујући, беспрекоран, моћан и слављен наступ. То је све што желиш у рокенролу.

—Марта Квин у говору за МТВ из јула 2015. године поводом 30. годишњице Лајв Ејда.
Од 2005. године, према Гинисовој књизи рекорда, албуми Квина су провели укупно 1.322 недеље (двадесет шест година) на британским листама, више времена него било који други албуми било које групе. Такође, 2005. године, са објављивањем њиховог лајв албума са Полом Роџерсом, Квин је прешла на треће место на листи музичара са највише укупног времена проведеног на британским топ листама. Године 2006, албум Greatest Hits је био најпродаванији албум у историји УК чарта, са 5.407.587 продатих копија, што је 604.295 копија више од њиховог најближег конкурента, Битлсовог албума Sgt. Pepper's Lonely Hearts Club Band. Њихов албум Greatest Hits II је десети бестселер, са 3.746.404 продате копије.
Бенд је објавио укупно осамнаест албума број један, осамнаест синглова на првом месту, и десет ДВД-ја по броју 1 широм света, што их чини једним од најпродаванијих музичких извођача на свету. Квин је продао више од 170 милиона плоча, са неким проценама које премашују 300 милиона плоча широм света, укључујући 34,5 милиона албума у САД 2004. године. Уведен у Рокенрол кућу славних 2001. године, бенд је једина група у којој је сваки члан компоновао више од једног сингла на броју 1 на топ листама, а сва четири члана су уведена у Кућу славних композитора 2003. године. Године 2009. We Will Rock You и We Are the Champions уведени су у Греми кућу славних, а други је проглашен омиљеном светском песмом на глобалној Сони Ериксон музичкој анкети 2005. године. Група је од стране Британске академије писаца, композитора и аутора добила награду Ајвор Новело за изванредан допринос британској музици 1987. године, а исту награду за изванредну колекцију песама 2005. године. Године 2018. додељена им је награда Греми за животно дело.
Квин је један од најцењенијих бендова икада, према речима Ника Вејмаута, менаџера званичног веб-сајта бенда. Истраживање из 2001. године открило је постојање 12.225 сајтова посвећених Квиновим бутлеговима, што је највећи број за било који бенд. Бутлег снимци су допринели популарности бенда у одређеним земљама у којима је западна музика цензурисана, као што је Иран. У пројекту под називом Queen: The Top 100 Bootlegs, многи од њих су званично постали доступни за преузимање за номиналну накнаду са веб-сајта Квина, уз профит који иде у Фонд Меркјури Феникс. Ролинг стоун је рангирао Квин на 52. место на листи „100 највећих уметника свих времена”, док је Меркјурија ставио на 18. место на листи највећих певача, а Меја као 26. на листи највећих гитариста свих времена. Читаоци Ролинг стоуна прогласили су Меркјурија другим највећим фронтменом. Квин се такође нашла на 13. месту на VH1-овој листи 100 највећих уметника хард рока, а 2010. године је била 17. на VH1-овој листи 100 највећих уметника свих времена. Године 2012, читаоци Gigwise-а су назвали Квин најбољим бендом у протеклих 60 година. Еди Транк је тврдио да је важност Квина, као и Тин Лизија и Дип парпла, у Сједињеним Америчким Државама била потпуно непрепозната, јер су на другим местима „често наступали са много већом публиком на стадионима”. Квин је престао да наступа по САД 1982. године, јер је њихов успех почео да слаби, али су наставили са „југернаут” турнејама, попуњавајући стадионе и арене на међународном нивоу осамдесетих година, до њихове последње турнеје (са Меркјуријем) 1986. године.

### Утицај
Квину је приписан значајан допринос жанровима као што су хард рок и хеви метал. Многи музичари су овај бенд наводили као бенд који је утицао на њих. Поред тога, разноврсни су бендови и уметници који су као свој утицај наводили Квин или су према бенду изражавали дивљење и обухватају различите генерације, државе и жанрови, укључујући бендове и музичаре из хеви метала: Џудас прист, Ајрон мејден, Металика, Дрим тијатер, Trivium, Мегадет, Антракс, Мелвинс, Slipknot and Rage Against the Machine; хард рока: Ганс ен’ роузиз, Def Leppard, Van Halen, Mötley Crüe, Стив Вај, the Cult, the Darkness, Кид Рок и Фу фајтерси; алтернативног рока: Нирвана, Рејдиохед, Трент Резнор, Muse, Ред хот чили пеперс, Jane's Addiction, Флејминг липс, и Смешинг пампкинс; шок рока: Marilyn Manson; поп рока: Килерси, Мај кемикал романс, и Panic! at the Disco; и попа: Мајкл Џексон, Џорџ Мајкл, Роби Вилијамс, Адел, Лејди Гага, Кејти Пери, and Сај.
Почетком седамдесетих година, Квин је помогао развоју и еволуцији хеви метала тако што је одбацио већи део утицаја блуза. Њихова песма Stone Cold Crazy из 1974. навођена је као претеча спид метала. Металика је снимила кавер верзију песме Stone Cold Crazy, која се први пут појавила на албуму Rubáiyát: Elektra's 40th Anniversary 1990. године, и Металици донела другу Греми награду за најбољи метал наступ 1991. године. Том Јорке из Рејдиохеда добио је своју прву гитару када је имао седам година, охрабрен након што је видео Брајана Меја у преносу концерта Квина. Са 10 година, Јорке је направио своју гитару, покушавајући да имитира оно што је Меј урадио са својим моделом Red Special, али није био задовољан резултатима. Квин је потом била једна од првих група које су утицале на музику Рејдиохеда.

## У другим медијима

### Мјузикл
У мају 2002. године, мјузикл или „рок театрала” базирана на песмама Квина, под називом We Will Rock You, премијерно је приказан је у позоришту Доминион на лондонском Вест Енду. Мјузикл је написао британски комичар и аутор Бен Елтон у сарадњи са Брајаном Мејом и Роџером Тејлором, а у продукцији Роберта де Нира. Од тада је приказиван у многим градовима широм света. Премијерно приказивање мјузикла поклопило се са златним јубилејом краљице Елизабете II. Као део прославе јубилеја, Брајан Меј је извео соло на гитари песме God Save the Queen, која се налази на Квиновом албуму A Night at the Opera, на крову Бакингемске палате. Снимак овог извођења коришћен је као видео за песму за ДВД издање поводом 30. годишњице албума A Night at the Opera. Након премијере у Лас Вегасу 8. септембра 2004. године, Квин је примљен у холивудски Роквок у Сансет Булевару, Лос Анђелес.
Оригинална представа у Лондону је требало да буде затворена у суботу, 7. октобра 2006. године, у позоришту Доминион, али због јавног захтева, мјузикл је извођен до маја 2014. године. We Will Rock You је постао најдужи мјузикл који је икада извођен у овом врхунском лондонском позоришту, престигавши претходног рекордера, мјузикл Grease. Брајан Меј је 2008. године изјавио да размишљају о писању наставка за We Will Rock You. Мјузикл је обишао Велику Британију 2009. године и био извођен у позоришту Манчестер палас, Сундерланд емпајру, на хиподрому у Бирмингему и Бристолу и Единбург плејхаусу.
Шон Бовим је написао Queen at the Ballet, почаст Меркјурију, који користи Квинову музику као саундтрек за плесаче, који интерпретирају приче иза песама попут Bohemian Rhapsody, Radio Ga Ga и Killer Queen. Музика Квина се појављује и у комедији Power Balladz бродвејске продукције, од којих је најпознатија песма We Are the Champions, а два извођача овог шоуа верују да је песма „врхунац уметничког достигнућа у своје време”.

### Дигитална област
У сарадњи са Electronic Arts, Квин је 1998. објавио компјутерску игру Queen: The eYe. Сама музика — песме из богате дискографије Квина, у многим случајевима ремиксоване у нове инструменталне верзије — углавном су биле добро прихваћене, али је искуство игре било ометено лошим гејмплејем. Додатни проблем је било екстремно дуго развојно време, што је резултирало графичким елементима који су се већ чинили застарелим до тренутка објављивања.
Под надзором Меја и Тејлора, креирани су бројни пројекти рестаурације који укључују дуготрајне аудио и видео каталоге Квина. ДВД издања њиховог концерта на Вемблију из 1986. године (под називом Live at Wembley Stadium), концерт у Милтон Кејнсу 1982. (Queen on Fire – Live at the Bowl), и два Greatest Video Hits (издање 1 и 2, који су трајали седамдесетих и осамдесетих) у којима је музика бенда ремиксована у 5.1 и DTS звук. До сада су само два албума, A Night at the Opera и The Game, у потпуности ремиксовани у вишеканални звук високе резолуције на ДВД-аудио. A Night at the Opera је поново објављена са неким измењеним 5.1 миксовима и пратећим видео записима 2005. године за 30. годишњицу оригиналног издања албума (ЦД + ДВД-видео сет). Године 2007, издато је блу-реј издање Квинових претходно објављених концерата, Queen Rock Montreal & Live Aid, што је био њихов први пројекат у 1080p HD.
Квин је више пута представљен у Guitar Hero франшизи: насловна нумера Killer Queen у оригиналном Guitar Hero-у, We Are The Champions, Fat Bottomed Girls и сарадња са Полом Роџерсом C-lebrity у „track pack” за Guitar Hero World Tour, Under Pressure са Дејвидом Боувијем у Guitar Hero 5, I Want It All у Guitar Hero: Van Halen, Stone Cold Crazy у Guitar Hero: Metallica, и Bohemian Rhapsody у Guitar Hero: Warriors of Rock. Дана 13. октобра 2009. године, Брајан Меј је открио да су у току преговори о игри посвећеној рок групи Квин.
Квин је такође био више пута представљен у Rock Band франшизи: „track pack” од 10 песама које су компатибилне са Rock Band, Rock Band 2 и Rock Band 3 (три од њих су такође компатибилне са Lego Rock Band-ом). Њихов хит Bohemian Rhapsody представљен је у Rock Band 3 са пуном хармонијом и подршком за кључеве. Бенд се такође појавио у видео игри Lego Rock Band као лего аватари.
У марту 2009, Sony Computer Entertainment је издао верзију њихове франшизе за караоке SingStar, брендирану групом Квин. Игра, која је доступна на PlayStation-у 2 и PlayStation-у 3, носи назив SingStar Queen и има 25 песама на ПС3 и 20 на ПС2. We Will Rock You и друге песме Квина се такође појављују у DJ Hero-у.
Песма One Vision је успешно представљена у видео игри Grand Theft Auto IV на фиктивној радио станици Liberty Rock Radio 97.8, док се Radio Ga Ga приказује на трејлеру и у саундтреку игре Grand Theft Auto V.

### Филм и телевизија
Саундтрек за филм Flash Gordon из 1980. године снимио је Квин. Бенд је такође допринео музици за Highlander (оригинални филм из 1986. године), са песмама A Kind of Magic, One Year of Love, Who Wants to Live Forever, Hammer to Fall и темом Princes of the Universe, која је такође коришћена као тема ТВ серије Highlander (1992–1998). У Сједињеним Америчким Државама, Bohemian Rhapsody је поново објављена као сингл 1992. године, након што се појавила у комедији Wayne's World. Након тога, сингл је достигао број два на Билборд Хот 100 листи (док је песма The Show Must Go On била прва нумера на синглу), што је помогло да се поново покрене популарност бенда у Северној Америци.
Неколико филмова садржи песме Квина у извођењу других уметника. Верзија Somebody to Love у извођењу Ен Хатавеј је била у филму из 2004. године Ella Enchanted. Британи Марфи је 2006. године снимила кавер исте песме за филм Happy Feet из 2006. године. Године 2001. верзију песме The Show Must Go On извели су Џим Бродбент и Никол Кидман у филмском мјузиклу Moulin Rouge! Филм A Knight's Tale из 2001. има верзију песме We Are the Champions у извођењу Робија Вилијамса и Квина; у филму се појављује и песма We Will Rock You коју изводи средњовековна публика.
Песма I Was Born to Love You је коришћена као тематска песма јапанске телевизијске драме Pride на телевизији Фуџи 2004. године, у којој глуме Такуја Кимура и Јуко Такеучи. Саундтрек емисије садржи и друге песме Квина. Песма Don't Stop Me Now појављује се у телевизијској емисији Би-Би-Сија Top Gear, а 2005. песма је проглашена за „најбољу песму за вожњу икада" од стране гледалаца серије.
Држећи се традиције именовања епизода сваке сезоне по песама из 1970-их рок бендова, осма и завршна сезона That '70s Show имала је епизоде назване по Квиновим песмама. Bohemian Rhapsody је служила као премијера сезоне. Са уносом за 1977. годину, Квин је ушла у VH1-ову серију I Love the '70s, преношеној у САД. Симпсонови су направили приче које су садржавале Квинове песме попут We Will Rock You, We Are the Champions (обе пева Хомер), и You're My Best Friend. Последња песма се такође појављује у Family Guy, као и песма Another One Bites the Dust, док је епизода емисије Killer Queen названа по песми Квина и у њој се појављује та песма.
Дана 11. априла 2006. године, Брајан Меј и Роџер Тејлор појавили су се на телевизијској емисији American Idol. Сваки такмичар је морао да пева песму Квина током те недеље такмичења. Песме које су се појавиле на емисији укључивале су Bohemian Rhapsody, Fat Bottomed Girls, The Show Must Go On, Who Wants to Live Forever, и Innuendo. Брајан Меј је касније критиковао емисију због уређивања одређених сцена, због чега је, између осталог, време које је група провела са такмичарем Ејс Јангом изгледало негативно, упркос томе што је било супротно. Тејлор и Меј су се поново појавили у финалу сезон овог шоу програма у мају 2009. године, изводећи We Are the Champions са финалистима Адамом Ламбертом и Крисом Аленом. Дана 15. новембра 2009, Брајан Меј и Роџер Тејлор појавили су се у телевизијској емисији The X Factor у Великој Британији.
Године 2007, Квин је био један од главних уметника у петој епизоди серије Би-Би-Сија и VH1 Seven Ages of Rock — фокусирајући се на стадионски рок, а сама епизода је названа We Are the Champions. У јесен 2009. године, у серији Glee је средњошколски хор певао песму Somebody to Love као свој други наступ у епизоди The Rhodes Not Taken. Извођење те песме нашло се на првом ЦД-у шоуа под називом Volume 1. У јуну 2010. хор је извео Another One Bites the Dust у епизоди Funk. Недељу дана након тога, епизода Journey to Regionals, представила је супарнички хор који изводи целу песму Bohemian Rhapsody. Песма се нашла и на ЕП-у за ту епизоду. У мају 2012, хор је извео песму We Are the Champions у епизоди Nationals, а песма се нашла на албуму The Graduation Album.

#### Боемска рапсодија
У интервјуу за Би-Би-Си септембра 2010. године, Брајан Меј је најавио да ће Саша Барон Коен играти Меркјурија у биографском филму о бенду, док је Тајм са одобравањем коментарисао његове певачке способности и визуелну сличност са Меркјуријем. Ипак, јула 2013. године, Барон Коен је одустао од улоге због „креативних разлика” између њега и преосталих чланова бенда. Децембра исте године објављено је да је Бен Вишо, познат по тумачењу Q-а у Џејмс Бондовом филму Skyfall, могућа замена за Барона Коена у улози Меркјурија, али се Вишо повукао неколико месеци касније због неизвесности како је филм напредовао.
Пројекат је повратио замах 2016. године. Објављено је 4. новембра да је филм осигурао подршку компанија 20th Century Fox, New Regency и GK Films. До тада је радни наслов филма био Bohemian Rhapsody, по истоименој песми бенда. Потом је објављено да Фредија Меркјурија игра Рами Малек, а снимање је почело почетком 2017. Филм је написао Ентони Макартен, који је заједно са Петером Морганом написао и причу, а који је био номинован за Оскара за своје сценарије за филмове The Queen и Frost/Nixon.
Боемска рапсодија, која је објављена октобра 2018. године, фокусира се на године оснивања групе и период до прослављеног наступа на концерту Лајв Ејд 1985. године. Филм је зарадио преко 900 милиона долара широм света, што га чини најпродаванијим музичким биографским филмом свих времена. Упркос мешовитим рецензијама, освојио је награду Златни глобус за најбољи филм у категорији драма. Малек је добио велико признање и бројне похвале за свој портрет Меркјурија, укључујући и Оскара за најбољег глумца. Док је Лајв Ејд похваљен, критика је дошла због тога што нису истраживали сложеније теме које су укључивале Меркјурија, док је Џони Олексински из Њујорк поста изјавио: „Оно што смо на крају желели од Боемске рапсодије нису били концерти са карбонским копијама, али увид у живот дубоко повучене, компликоване и интернационално вољене звезде. Након објављивања филма, песма Bohemian Rhapsody се поново нашла на америчкој Билборд Хот 100 листи по трећи пут (након што је раније била на истој 1976. и 1992. године) и то на 33. месту 12. новембра 2018.

## Чланови

### Садашњи чланови
- Брајан Меј (енгл. Brian May; 1947) — гитара и пратећи вокали (1970—данас)
- Роџер Тејлор (енгл. Roger Taylor; 1949) — бубњеви и пратећи вокали (1970—данас)

### Бивши чланови
- Фреди Меркјури (енгл. Freddie Mercury; 1946—1991) — певач, клавир и клавијатуре (1970—1991)
- Џон Дикон (енгл. John Deacon; 1950) — бас-гитара (1972—1997)

### Колаборације
- Queen + Paul Rodgers (енгл. Paul Rodgers; 1949) — певач (2005—2009)
- Queen + Adam Lambert (енгл. Adam Lambert; 1982) — певач (2012—данас)

### Тренутни чланови током тура
- – клавијатуре, клавир, ритам гитара, пратећи вокали (1984—данас)
- – бас гитара, пратећи вокали (2011—данас)
- – перкусије, бубњеви, пратећи вокали (2017—данас)

### Бивши чланови током тура
- Морган Фишер (енгл. Morgan Fisher) – клавијатуре, клавир (1982)
- – клавијатуре, клавир (1982)
- Дејвид Гросман (енгл. David Grosman) – бас гитара (1998–2004)
- – ритам гитара, пратећи вокали (1998–2009)
- Дени Миранда (енгл. Danny Miranda) – бас гитара, пратећи вокали (2005–2009)
- – перкусије, бубњеви, пратећи вокали (2011–2017)

### Рани чланови
- Мајк Гроз (енгл. Mike Grose) – бас (1970)
- Бари Мичел (енгл. Barry Mitchell) – бас (1970–1971)
- Даг Боги (енгл. Doug Bogie) – бас (1971)

## Турнеје
- Early Queen Tours (1970–1973)
- Queen I Tour (1973–74)
- Queen II Tour (1974)
- Sheer Heart Attack Tour (1974–1975)
- A Night at the Opera Tour (1975–1976)
- Summer Gigs 1976 (1976)
- A Day at the Races Tour (1977)
- News of the World Tour (1977–1978)
- Jazz Tour (1978–1979)
- Crazy Tour (1979)
- The Game Tour (1980–1981)
- Hot Space Tour (1982)
- The Works Tour (1984–1985)
- The Magic Tour (1986)
- Queen + Paul Rodgers Tour (2005–2006)
- Rock the Cosmos Tour (2008)
- Queen + Adam Lambert Tour 2012 (2012)
- Queen + Adam Lambert Tour 2014–2015 (2014–2015)
- Queen + Adam Lambert 2016 Summer Festival Tour (2016)
- Queen + Adam Lambert Tour 2017–2018 (2017–2018)
- The Rhapsody Tour (2019–2020)

## Дискографија

### Студијски албуми
- (1973)
- (1974)
- (1974)
- (1975)
- (1976)
- (1977)
- (1978)
- (1980)
- (1980)
- (1982)
- (1984)
- (1986)
- (1989)
- (1991)
- (1995)

11 од 15 албума је било број 1 у Великој Британији.

### Концертни албуми
- Live Killers (1979)
- Live Magic (1986)
- At the Beeb (1989)
- Live at Wembley '86 (1992)
- Queen on Fire - Live at the Bowl (2004)
- Queen + Paul Rodgers: Return of the Champions (2005)
- Queen Rock Montreal (2007)
- Queen + Paul Rodgers: Live in Ukraine (2009)
- Hungarian Rhapsody: Queen Live in Budapest '86 (2012)
- Queen: Live at the Rainbow '74 (2014)

### Компилације
- Greatest Hits (1981)
- Greatest Hits II (1991)
- Classic Queen (1992)
- The 12" Collection (1992)
- Queen Rocks (1997)
- Greatest Hits III (1999)
- Stone Cold Classics (2006)
- The A-Z of Queen, Volume 1 (2007)
- Absolute Greatest (2009)
- Deep Cuts, Volume 1 (1973—1976) (2011)
- Deep Cuts, Volume 2 (1977—1982) (2011)
- Deep Cuts, Volume 3 (1984—1995) (2011)
- Icon (2013)
- Forever (2014)